# 551014 Gorman
551014 Gorman este o planetă minoră (asteroid) din centura de asteroizi. A fost descoperită pe 18 octombrie 2012 la Piszkéstetői Obszervatórium⁠(d) de Krisztián Sárneczky⁠(d) și a fost numită după Alice Gorman⁠(d). 
Obiectul prezintă o orbită caracterizată de o semiaxă mare de 3,2314821578404 UAi, o excentricitate de 0,080894051061267, o înclinație de 14,176107623033 ° în raport cu ecliptica.